# Бирштейн, Йосл
Йосл Бирштейн (ивр. יוסל בירשטיין‎, англ. Yossel Birstein, Yosl Birshteyn, 1920, Бяла-Подляска, Польша — 2003, Иерусалим, Израиль) — еврейский писатель. Писал на идише и иврите.
В детстве учился в хедере, затем пошёл в социалистическую молодёжную организацию Хашомер Хацаир (Молодой страж).
В 17 лет Бирштейн эмигрировал в Австралию. Во Второй мировой войне сражался в составе австралийской армии. Там же он встретил своего друга на всю жизнь, замечательного рассказчика еврейских историй художника Йосла Бергнера, ставшего иллюстратором его книг.
В 50-е годы поселился в Израиле. Первые 12 лет жил в кибуце Гват, где работал пастухом. С 1975 года жил в городке Нацрат-Иллит, с 1980 — в Иерусалиме. Известность пришла к писателю, когда он начал читать свои рассказы на армейской радиостанции Галей ЦАХАЛ в начале 1980-х годов.
Рассказы Бирштейна на русский язык переводил А. А. Крюков.

## Доступная библиография на иврите и идише
- Роман «На узких ступенях» (На иврит переведено, как Узкие тропы) 1958
- Сборник «Ожидание и другие рассказы» 1966, перевод на иврит 1967
- «Новое платье принца»
- «Первая поездка Ролидера», переведённая Бирштейном на иврит в соавторстве с израильским писателем-сатириком Нисимом Алони[англ.]. Второе издание книги в переводе Менахема Пери получило название «Биржа» и вышло в 1982
- «Истории, пляшущие по улицам Иерусалима» 1982
- «Не зови меня Йов»
- «Лицо в облаке»